# Canton de Saint-Herblain-Ouest-Indre
Le canton de Saint-Herblain-Ouest-Indre est une ancienne circonscription électorale française, située dans le département de la Loire-Atlantique (région Pays de la Loire).

## Histoire
- Le canton de Saint-Herblain-Ouest a été créé en 1982 en scindant en deux le canton de Saint-Herblain (décret du 20.01.1982).

## Administration
| Période | Période | Identité         | Étiquette | Qualité                                                                |
| ------- | ------- | ---------------- | --------- | ---------------------------------------------------------------------- |
| 1982    | 2001    | Brigitte Ayrault | PS        | Professeure de lettres modernes, femme de Jean-Marc Ayrault            |
| 2001    | 2015    | Mireille Martin  | PS        | Conseillère municipale et ancienne adjointe au maire de Saint-Herblain |

## Composition
Le canton de Saint-Herblain-Ouest-Indre se composait d’une fraction de la commune de Saint-Herblain et d'une autre commune. Il comptait 23 759 habitants (population municipale) au 1er janvier 2012.
| Nom                        | Code Insee | Intercommunalité | Population (dernière pop. légale)               |
| -------------------------- | ---------- | ---------------- | ----------------------------------------------- |
| Saint-Herblain (chef-lieu) | 44162      | Nantes Métropole | Fraction : 19 727(2012) Commune : 44 337 (2014) |
| Indre                      | 44074      | Nantes Métropole | 3 956 (2014)                                    |

## Démographie
| 1982 | 1990   | 1999   | 2006   | 2011   | 2012   |
| ---- | ------ | ------ | ------ | ------ | ------ |
| -    | 21 909 | 22 766 | 24 273 | 23 663 | 23 759 |